# Brzotice
Brzotice (Duits: Bersotitz) is een Tsjechische plaats in de gemeente Loket, regio Midden-Bohemen, en maakt deel uit van het district Benešov. Het dorp ligt op 2 kilometer afstand van Loket.
Brzotice telt 117 inwoners (2021).

## Geschiedenis
De eerste schriftelijke vermelding van het dorp dateert van 1352.
In 1960 werd Brzotice, samen met Loket, ingedeeld bij het district Benešov.

## Verkeer en vervoer

### Autowegen
Er leidt een regionale weg naar het dorp.

### Spoorlijnen
Er is geen station meer in de gemeente Loket. Tot 1974 werd Loket bediend door treinen van de spoorlijn Benešov - Vlašim - Dolní Kralovice. In dat jaar werd het traject Vlašim - Dolní Kralvorice gesloten, omdat het moest wijken voor de aanleg van het Švihov-stuwmeer. Sindsdien is het dichtstbijzijnde station in Vlašim, op zo'n 22 kilometer afstand. Dat station ligt aan het resterende deel van eerdergenoemde spoorlijn.

### Buslijnen
Er is één bushalte in het dorp:
| Halte                     | Lijn(en)    | Traject(en)                                                          | Vervoerder(s)                          |
| ------------------------- | ----------- | -------------------------------------------------------------------- | -------------------------------------- |
| Loket u Čechtic, Brzotice | 844 845 846 | Vlašim - Snět Hořice - Zruč nad Sázavou Čechtice - Ledeč nad Sázavou | CŠAD Benešov CŠAD Benešov CŠAD Benešov |

## Bezienswaardigheden
- Drie dorpskapellen

## Galerij

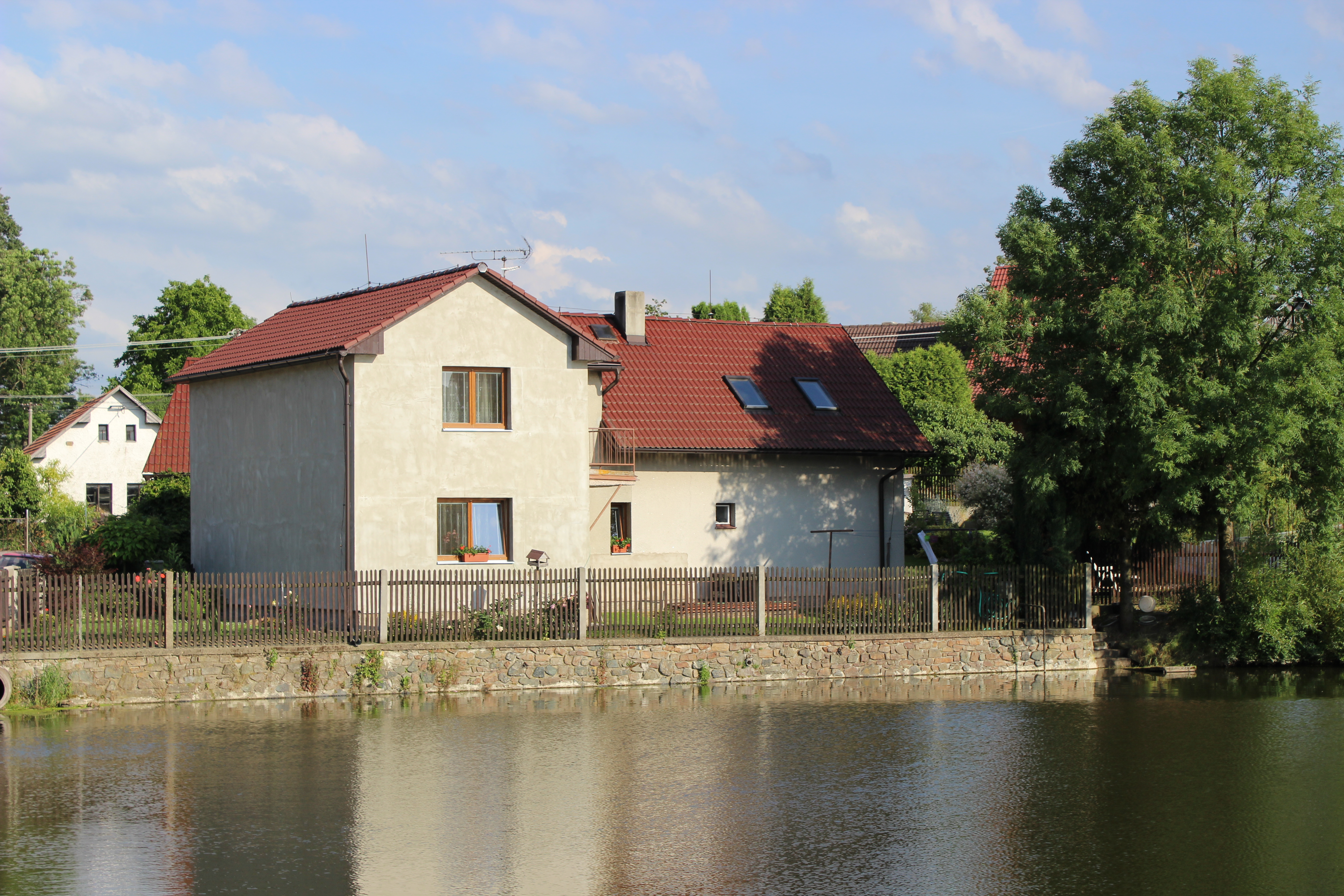
Huis aan de dorpsvijver (2014)
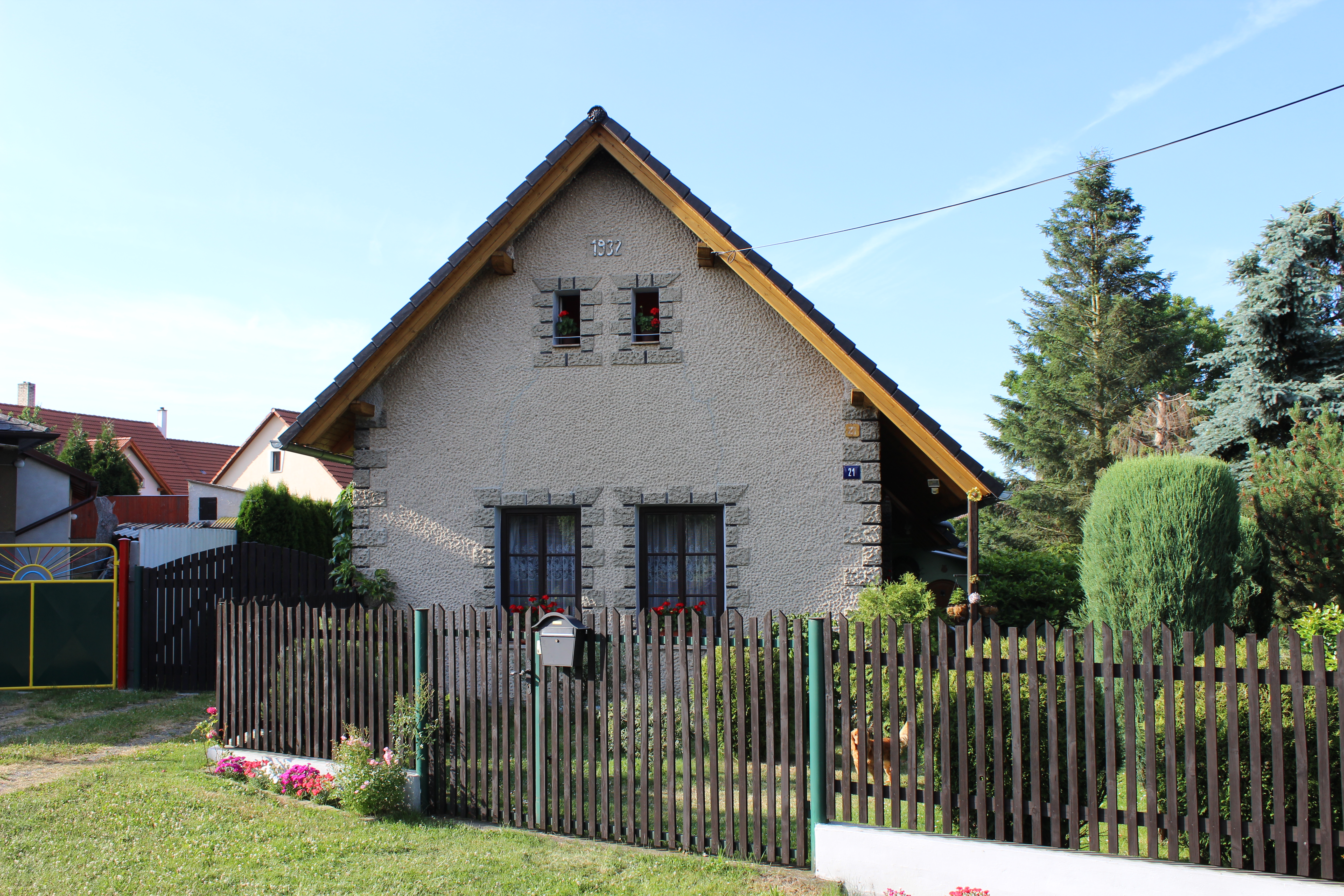
Huis in het dorp (2014)
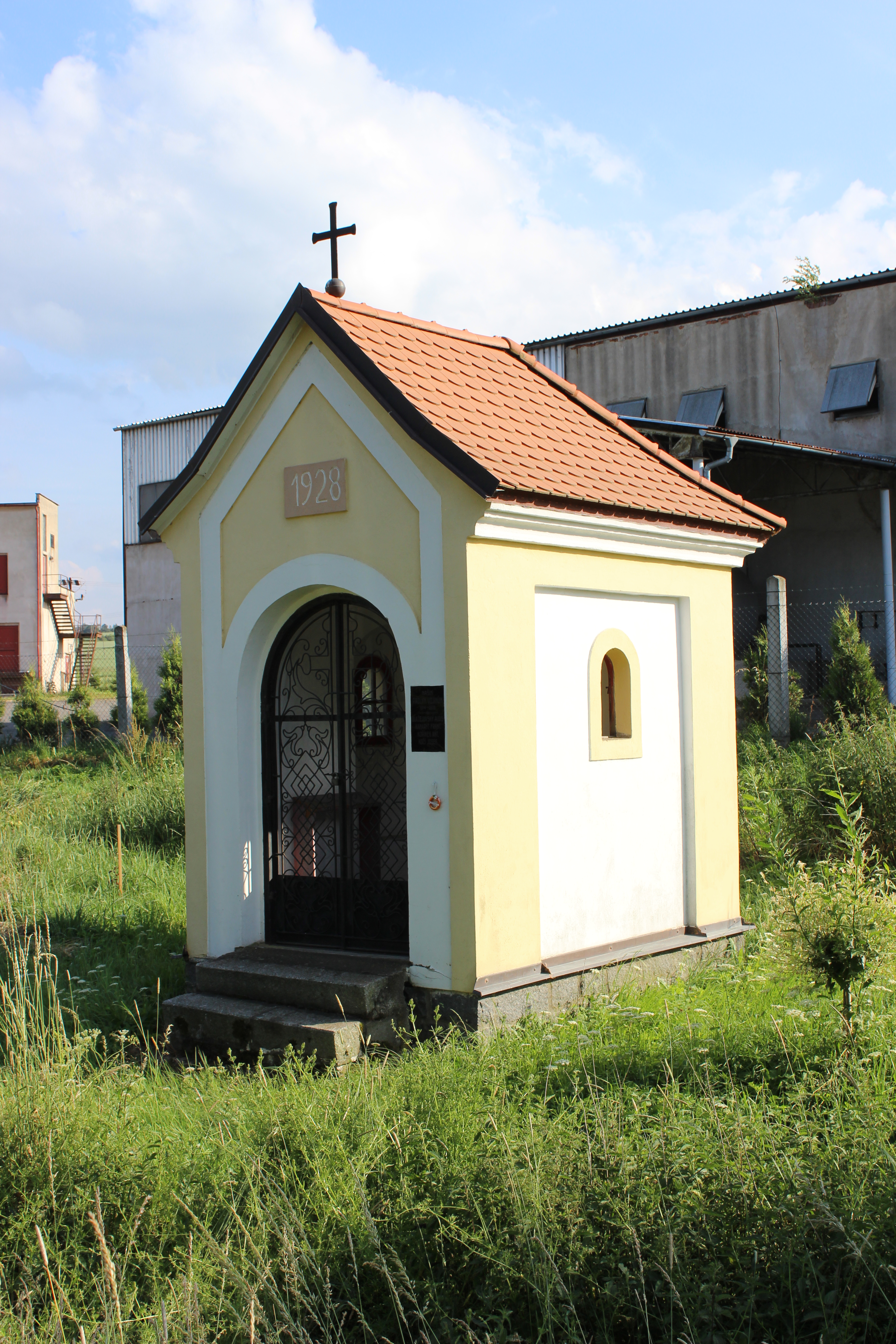
Dorpskapel I (2014)
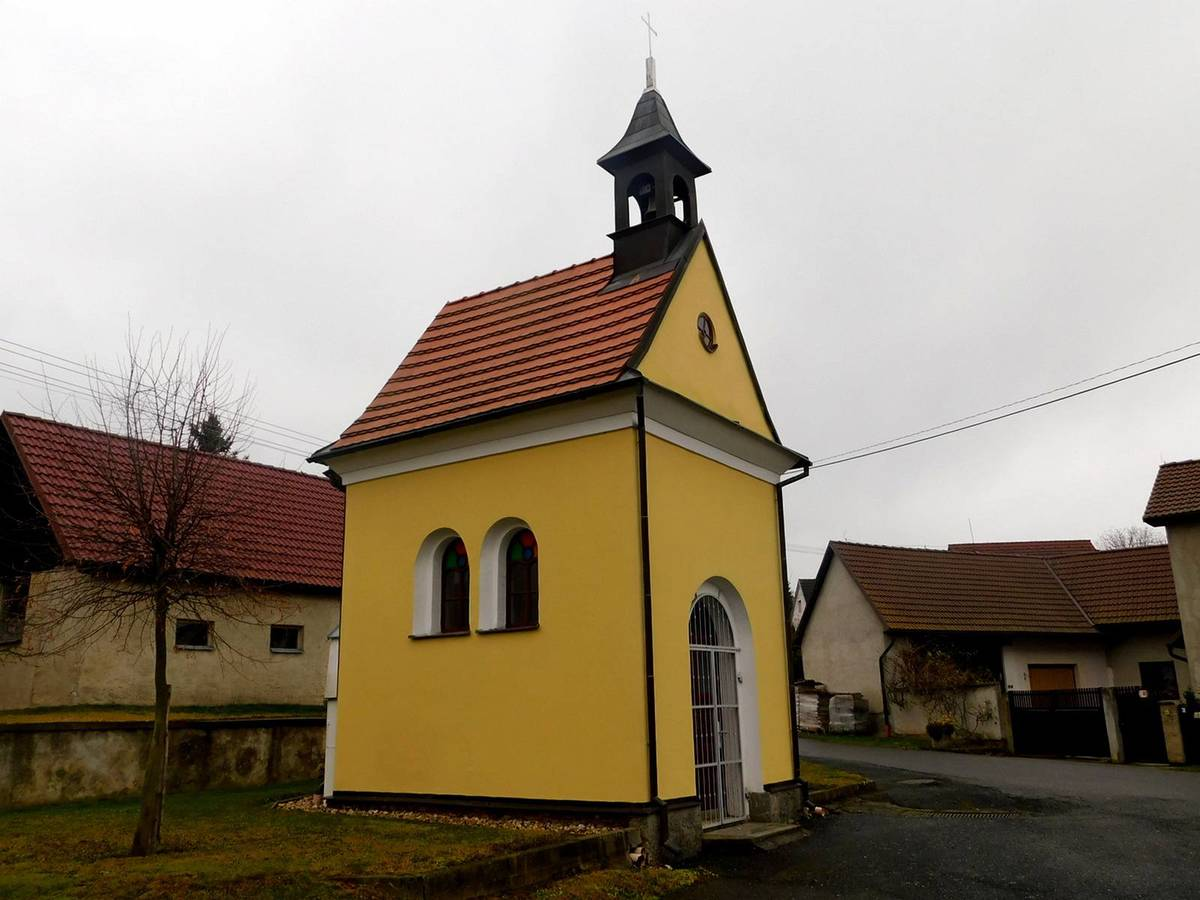
Dorpskapel II (2021)
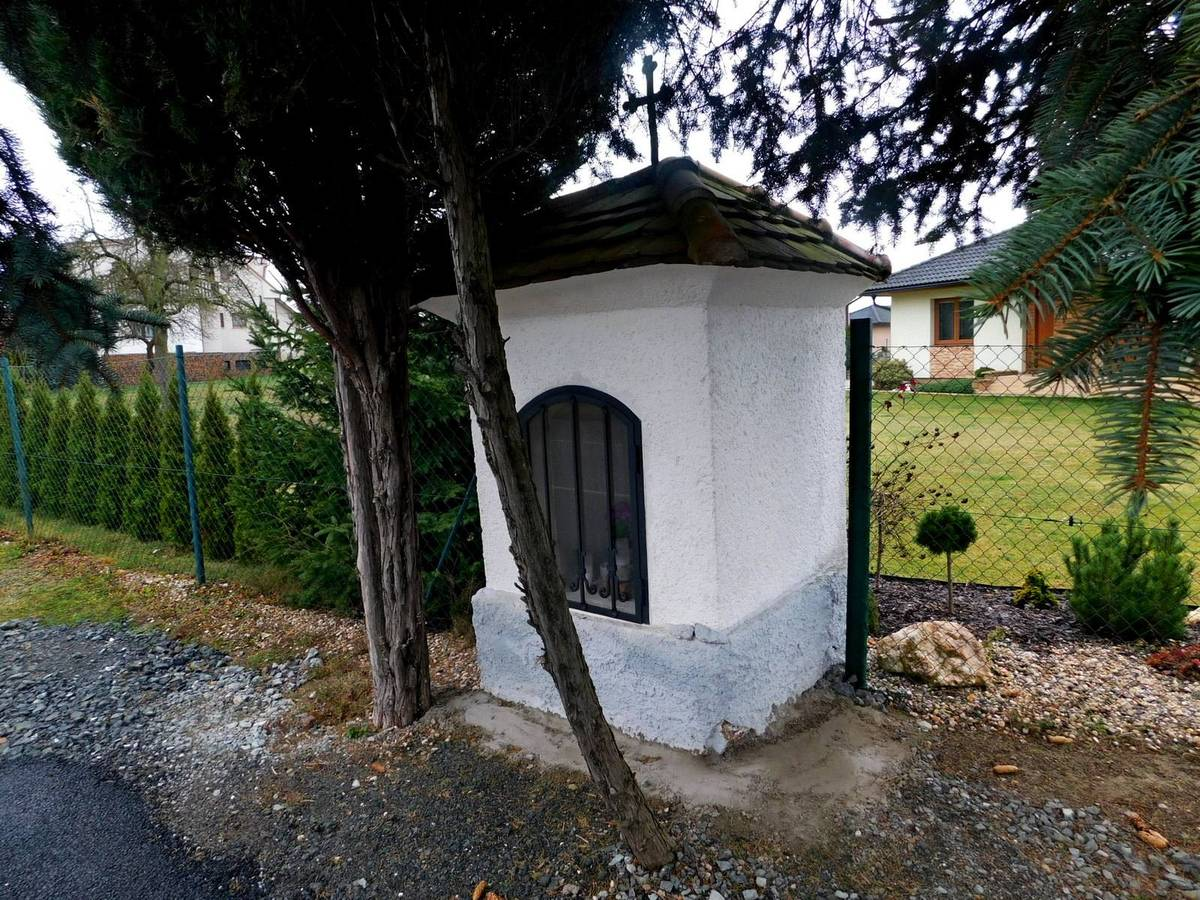
Dorpskapel III (2021)